# Rhynchanthus
Rhynchanthus es un género de plantas con flores de la familia Zingiberaceae. Comprende siete especies.

## Especies seleccionadas
- Rhynchanthus beesianus
- Rhynchanthus bluthianus
- Rhynchanthus johnianus
- Rhynchanthus longiflorus
- Rhynchanthus papuanus
- Rhynchanthus radicalis
- Rhynchanthus wiesemannianus